# Luan Scapolan
Lázaro Luan Scapolan oder nur Luan Scapolan (* 30. Dezember 1988 in São Paulo) ist ein brasilianischer Fußballspieler.

## Karriere
Scapolan begann seine Profikarriere 2007 bei FC São Paulo und spielte anschließend für diverse brasilianische Vereine.
Zur Rückrunde der Saison 2014/15 wechselte Scapolan in die türkische Süper Lig zu Akhisar Belediyespor. Bereits zum Saisonende verließ er diesen Klub.